# 彭希賢
彭希賢（1502年—？），字及夫，福建興化府莆田縣人，軍籍，明朝政治人物。

## 生平
嘉靖四年（1525年）乙酉科福建鄉試第五十六名舉人。嘉靖十七年（1538年）中式戊戌科會試第一百十四名，登第二甲第六十二名進士。官至兵部武选司郎中。

## 家族
曾祖彭體資；祖父彭釗；父彭良璞，母陳氏。具庆下。從弟彭希颜，字仁夫，嘉靖二十八年己酉科舉人，官昌化知县。